# Edmund Hoffmeister
Edmund Hoffmeister, född 4 mars 1893 i Aschaffenburg (Bayern), död  1951 i krigsfångeläger vid Asbest i Sovjetunionen, var en tysk militär; Generallöjtnant. Han tilldelades i oktober 1943 Riddarkorset av Järnkorset.
Hoffmeister hamnade i sovjetisk fångenskap 1 juli 1944.

## Befäl
- 21. Infanterie-Regiment 1 okt 1939 – 10 dec 1940
- 206. Infanterie-Regiment (senare Bergs-Infanterie) 10 dec 1940 – 13 juni 1942
- 61. Infanterie-Regiment 1 sept 1942 – 1 jan 1943
- 17. Infanterie-Division (tf) 1 april – 1 juli 1943
- 383. Infanterie-Regiment (tf) 1 juli – 1 sept 1943
- 383. Infanterie-Regiment 1 sept 1943 – 20 juni 1944
- XXXXI. Panzerkorps (tf) 20 juni – 1 juli 1944